# Simfonija br. 6 (Betoven)
Simfonija broj 6, F-Dur, opus 68, Pastoralna, Ludviga van Betovena.
O prirodi su pevali i muziku stvarali gotovo svi veliki kompozitori Evropske muzičke baštine, na svim stvaralačkim poljima. A na polju simfonijske muzike, kultno delo posvećeno prirodi je Simfonija broj 6. F-Dur, opus 68. zvana PASTORALNA, velikog Ludviga van Betovena.
Nastala je i premijerno izvedena zajedno sa Petom, 1808. godine, izazivajući nerazumevanje ondašnjih bečkih muzičkih krugova, svojim smelim muzičkim rešenjima. U odnosu na ostalih osam simfonija, u Pastoralnoj su harmonije posebno bujne, bogate i smele. Nema mnogo praštavih tema, izuzimajući snažni četvrti stav. I dalje, to je ipak jedna prava klasična simfonija iako se u njoj uočavaju pet zasebnih stavova. Četvrti stav je samo uvod u finalni peti, sa kojim ipak gradi jednu formalnu celinu. Što je posebno značajno, u ovoj simfoniji stavovi imaju i programske nazive, ali je Betoven,poput objašnjenja koje izvinjava, naznačio: Delo je više izraz osećanja, manje je slikanje. Dovoljno da se shvati suština dela. Ukupnog je trajanja 40 minuta.

## Forma i analiza
Prvi stav je „Buđenje radosnih osećanja pri dolasku u prirodu” (Allegro ma non troppo). Radosna i rustična atmosfera se oseća već u uvodu i prvoj temi stava sa karakterističnim kvinatama u basu, koje dočaravaju zvuk gajdi. Ova tema će se u stalnim promenama oblika pojavljivati kroz ceo stav, koncipiran ipak u klasičnom sonatnom obliku. Povremeno se, posebno u razvojnom delu stava probija i imitativni zvuk pevanja ptica, a susreće se i foklorni motiv koga je Betoven upoznao u Gradišću, slovenskom delu Austrije.
Drugi stav je „Prizor na potoku” (Andante molto mosso). Odmah se mora primetiti da ova Simfonija nema pravi lagani stav iako je drugi po svom obliku njemu najbliži. U ovom opsežnom stavu dominira karakteristični motiv koji svojom ritmikom u stilu dolaska i povlačenja opisuje žubor potoka. A nad njim se uzdižu jedna italijanska tema, te imitativni opis pevanja ptica: pesmu slavuja prikazuje flauta, prepelice oboa, a zov kukavice opisuje klarinet. U miru i stišavanju stav se okončava.
Posle uobičajene pauze u izvođenju, treći, četvrti i peti stav se stapaju u jednu celinu. Treći stav je skerco, Vesela seoska svetkovina (Allegro). Nespretnu i premorenu družinu seoskih svirača i igrača nam prikazuje tema koju započinju oboa i klarinet, a fagot ih prati u nespretnom pokretu f-c-f i f-c-c-f, na šta igrački pokret prihvata ceo orkestar. U centralnom triju, javlja se jedna seoska austrijska igra. Uobičajeno ponavljanje prekida preteća oluja u violončelima i basovima, koja uvodi u četvrti stav, Oluja (Allegro). Njeno izbijanje, trajanje i zamiranje, prikazani su prodornim tonom pikola, treštanjem truba i udarima timpana. Oluja se smiruje i tako ulazimo u finalni peti stav, Pesma pastira: Radosna i zahvalna osećanja  posle oluje (Allegretto). Pastoralnu, bujnu, pobožnu i ljupku melodiju, neobične lepote i zanosa, naizmenično odnose klarinet i rog, a gudački instrumenti dalje je razvijaju i u ponešto razvučenom toku, dovode je do spokojnog završetka dela.

## Literatura
- Antony Hopkins (1981). The Nine Symphonies of Beethoven. (Scolar Press. ISBN 978-1-85928-246-5.).
- David Wyn Jones (1995). Beethoven: Pastoral Symphony. (Cambridge University Press. ISBN 978-0-521-45684-5.).
- Charles Rosen, The Classical Style (2nd edition 1997, W.W. Norton & Company, New York,  978-0-393-31712-1).
- Sixth and Seventh Symphonies (Dover Publications, Inc., 1976,  978-0-486-23379-6).

## Spoljašnje veze
- Symphony No. 6: Scores at the International Music Score Library Project
- Symphony No. 6 is available in PDF format created from MuseData.
- Interview with Christoph Eschenbach